# U 3044
U 3044 war ein im Zweiten Weltkrieg eingesetztes U-Boot vom Typ XXI der  Kriegsmarine. Es wurde am 27. März 1945 in Dienst gestellt und bis zur Selbstversenkung als Ausbildungsboot eingesetzt.

## Geschichte
U 3044 diente als Ausbildungsboot bei der 4. U-Flottille in Stettin. Weder Erfolge noch Verluste sind zu vermelden.

## Besatzung
Der letzte Kommandant, Kapitänleutnant von Lehsten, kommandierte vorher U 373 und U 3508. Besatzung von U 3044 waren neben den Kommandanten u. a. Reimar Aurin, Gerhard Bode, Johannes Glaser, Hildebert Tornow, Willy Woelke und Heinz Pasewald.